# Minimális csoportközi helyzet
A minimális csoportközi helyzet egy, a szociálpszichológiában használt kísérleti elrendezés. Bár számos különböző célra használható, leginkább annak vizsgálatáról ismert, hogy milyen minimális feltételek képesek kiváltani a csoportok közti diszkriminációt. Minimális csoportközi helyzetet használó kísérletek azt mutatták, hogy a csoportok közti önkényes vagy gyakorlatilag jelentéktelen különbségtételek (például bizonyos képek preferálása vagy a pólóik színe) is kiválthatja a saját csoport mások kárára történő előnyben részesítését. 

## Módszertan
Bár találhatunk eltéréseket, a minimális csoportközi helyzet vizsgálata hagyományosan két fázisból áll. Az első fázisban a résztvevőket véletlenszerűen és névtelenül két csoportba osztják (pl. "A csoport" és "B csoport"), látszólag jelentéktelen különbségek alapján (pl. bizonyos képek preferálása vagy pénzfeldobás). Néha ezek a résztvevők idegenek egymás számára. A második fázisban a részvevők részt vesznek egy, a korábbiaktól látszólag független erőforrás megosztási feladatban. Ebben a feladatban a részvevőknek értékes forrásokat (pl. pénzt vagy pontokat) kell megosztaniuk más részvevők között, akik csak kódszámokkal és a csoporttagságukkal vannak azonosítva (pl. 34-es számú résztvevő, "A csoport"). A résztvevőket tájékoztatják, hogy amikor a feladat véget ér, megkapják azt az összeget, amit a többi részvevő nekik juttatott. 
A minimális csoportközi helyzet eljárásának fő célja kizárni a szituációból adódó "objektív" befolyásokat. A résztvevők névtelensége kizárja a személyes részrehajlás lehetőségét. Mivel a  részvevők önmaguknak nem juttathatnak az erőforrásokból, így a személyes önérdekük sem befolyásolja a döntéseiket. A saját csoport teljes haszna és a személyek saját haszna közti összefüggés hiánya kizárja a reális verseny hatását. Végül, a csoportok közti hierarchia hiánya, valamint a csoportok jelentéktelen és minimális társas tartalma kizárja a normatív vagy konszenzusos diszkrimináció hatását. 
A minimális csoportközi helyzet vizsgálatai jellemzően azt találják, hogy bár a résztvevők szignifikáns mértékben méltányosságra törekednek a döntéseikben, ugyanakkor szignifikánsan több pénzt vagy pontot juttatnak a saját csoportjuk tagjainak, mint a külső csoport tagjainak. 

## Kialakítás
Henri Tajfel és kollégái az 1970-es években eredetileg azért alakították ki a minimális csoportközi helyzetet, hogy segítségükre legyen a csoportközi diszkrimináció pszichológiai alapjainak megértésében. Tajfel szándéka az volt, hogy jelentéktelen alapon létrehozott csoportoknál megfigyelje, hogy milyen hatások után fog diszkrimináció megjelenni. A meglepő eredmény az volt, hogy már a minimális csoportközi helyzetben is megjelenik a saját csoport előnyben részesítése. 
Tajfel végül a társas identitás elméletével magyarázta a jelenséget, amely szerint az emberek azért juttatnak több pontot a saját csoportjuk tagjainak, mint a külső csoport tagjainak, mert ezen körülmények között ez az egyetlen mód arra, hogy csaját csoportjukat pozitívan különböztethessék meg. 

## További felhasználás
A minimális csoportközi helyzetet nemrégiben a migránsok elleni előítéletek, valamint a külső csoport homogenitásának vizsgálatára is használták. 

## Fordítás
Ez a szócikk részben vagy egészben  a   Minimal group paradigm című angol Wikipédia-szócikk ezen változatának fordításán alapul.  Az eredeti cikk szerkesztőit annak laptörténete sorolja fel. Ez a jelzés csupán a megfogalmazás eredetét és a szerzői jogokat jelzi, nem szolgál a cikkben szereplő információk forrásmegjelöléseként.